# Strade statali dell'Africa Orientale Italiana

Il ponte sul Barca appena ultimato dall'AASS sul tracciato della strada statale italiana dell'AOI n. 5 (Asmara-Sabderat)

Le strade statali dell'Africa Orientale Italiana sono le infrastrutture viarie di grande comunicazione, inquadrate nel piano dei trasporti dell'Azienda Autonoma Strade Statali (AASS), che dal 1936 al 1941 furono realizzate dall'Italia fascista nei territori dell'Africa Orientale Italiana (AOI).

## Caratteristiche
Lo sviluppo totale complessivo era di quasi 5000 km, di cui 400 già costruiti in Eritrea nella fase della preparazione alla guerra d'Etiopia.
Alle strade principali, tutte asfaltate e servite da importanti opere infrastrutturali, fu nel contempo affiancata una capillare rete di collegamento secondaria (fino a 4000 km di sviluppo) che garantiva il collegamento dei centri minori alla viabilità primaria.
La costruzione del sistema viario dell'AOI fu attuato con carattere d'urgenza su ordini dello stesso Mussolini, ma vi furono notevoli incrementi nel costo delle opere.
Agli inizi del 1940, erano state realizzate tutte le strade fondamentali del "Piano Stradale dell'AOI", tranne alcuni tratti sulla Addis Abeba-Gondar (strada inserita anche nel successivo piano pluriennale) e sulla Gondar-Dessiè. 
Per quanto riguarda il secondo progetto viario del 1937 fu ultimata solo la Addis Abeba-Harar. Si lavorava inoltre su due delle tre strade transoceaniche che dovevano collegare Mogadiscio al centro dell'Impero. 
Inoltre all'inizio del conflitto mondiale si lavorava tra Gimma e Sirè, tra Lechemti e Ghimbi, ed infine tra Gimma e Scioa Ghimira. 

## Le strade
Nella tabella sono indicate le strade statali secondo la numerazione loro assegnata con evidenziati i centri urbani da esse collegati.
| Numero | Denominazione          | Lunghezza | Capisaldi ufficiali di itinerario                                                | Note      |
| ------ | ---------------------- | --------- | -------------------------------------------------------------------------------- | --------- |
| 1      | Strada di Dogali       | km 116    | Massaua – Nefasit – Asmara                                                       | Asfaltata |
| 2      | Strada della Vittoria  | km 1.077  | Asmara – Dessiè – Addis Abeba                                                    |           |
| 3      | Strada per Decamerè    | km 40     | Nefasit – Decamerè                                                               |           |
| 4      | Strada della Dancalia  | km 485    | Assab – Sardò – Dessiè                                                           |           |
| 5      | Eritrea Occidentale    | km 379    | Asmara – Agordat – Tessenei – Sabderat                                           |           |
| 6      | Strada del Lago Tana   | km 1.262  | Asmara – Adua – Debarec – Gondar – Danghila – Debra Marcos – Ficcè – Addis Abeba |           |
| 7      | Strada del Gimma       | km 340    | Addis Abeba – Gimma – Gore – Gambèla                                             |           |
| 8      | Strada di Lechemti     | km 330    | Addis Abeba – Lechemti – Ghimbi – Confine di Stato presso Kurmuk                 |           |
| 9      | Strada di Debra Tabor  | km 360    | Gondar – Debra Tabor – Dessiè                                                    |           |
| 10     | Addis Abeba-Deuallè    | km 600    | Addis Abeba – Dire Daua – Deuallè – Confine di Stato presso Ali Sabiet           |           |
| 11     | Addis Abeba-Méga       | km        | Addis Abeba – Wondo – Méga                                                       |           |
| 12     | Addis Abeba-Mogadiscio | km        | Addis Abeba – Sciasciamanna – Ghimir – Imi – Ferfer – Mogadiscio                 |           |
| 13     | Wondo-Mogadiscio       | km 1350   | Wondo – Neghelli – Dolo – Mogadiscio                                             |           |
| 14     | Dire Daua-Garbaillè    | km        | Dire Daua – Harar – Giggiga – Garbaillè – Confine di Stato presso Aubarre        |           |
| 15     | Giggiga-Mogadiscio     | km 900    | Giggiga – Ferfèr – Mogadiscio                                                    |           |
| 16     | Giggiga-Buràmo         | km 50     | Giggiga – Buràmo – Confine di Stato presso Zeila                                 |           |
| 17     | Mega-Neghelli          | km 300    | Mega – Neghelli                                                                  |           |
| 18     | Sciasciamanna-Gimma    | km 200    | Sciasciamanna – Soddo – Gimma                                                    |           |